# Gái mại dâm

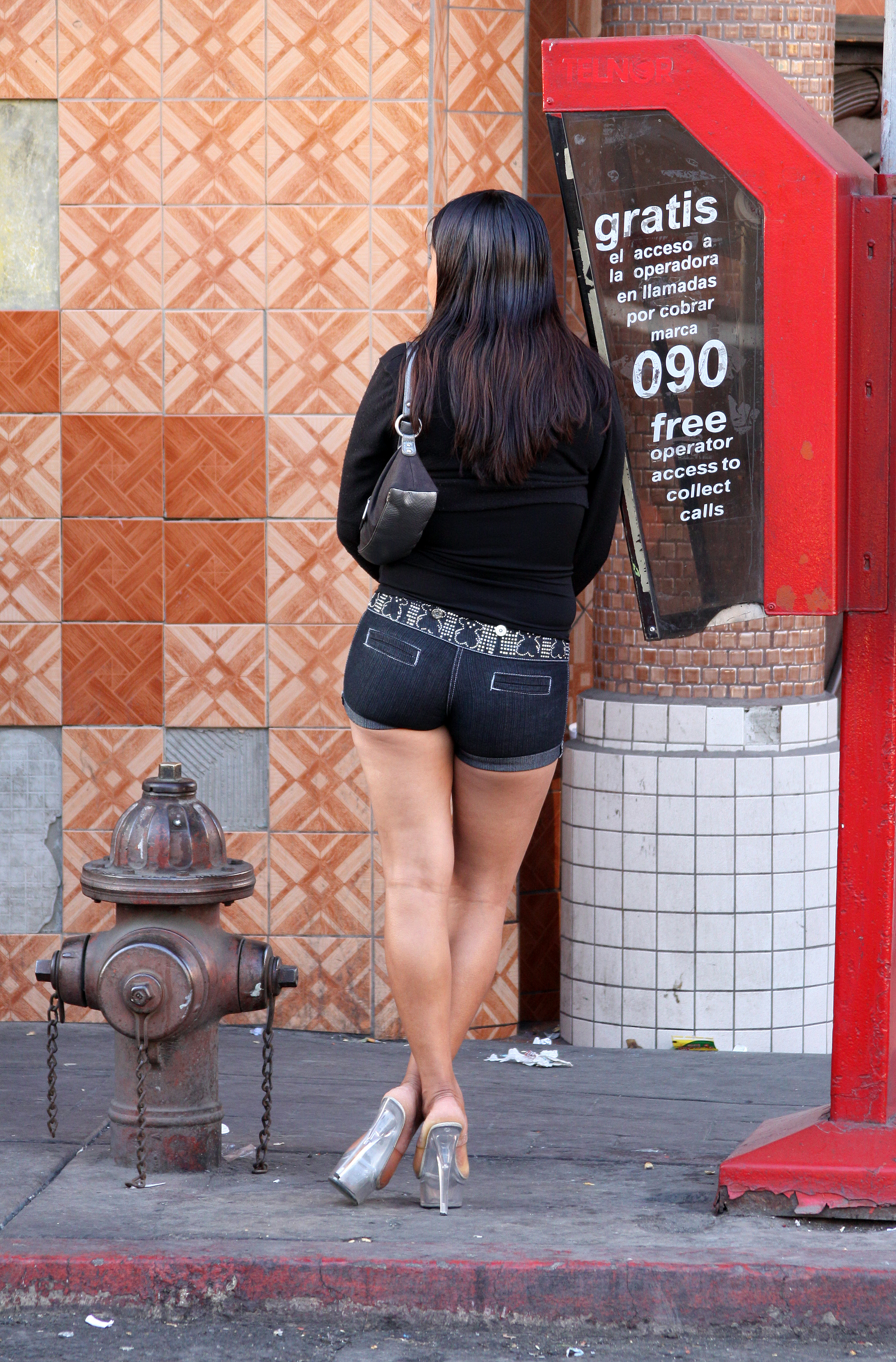
Một phụ nữ bán dâm

Gái mại dâm, gái bán dâm (từ bình dân là ca ve, gái, gái đĩ, gái điếm, gái bao, gái "ngành", "phò", "gái bán hoa", "gái đứng đường", ...) là những phụ nữ phục vụ đàn ông thỏa mãn hành vi tình dục,  thường là ngoài hôn nhân để được trả tiền hoặc được hưởng các lợi ích vật chất khác. Ước tính tại Đức cho thấy gái mại dâm chiếm 96% số người bán dâm, chỉ có 4% là nam giới (số nam giới này lại chủ yếu phục vụ đồng tính nam), bởi số phụ nữ đi mua dâm là rất ít so với nam giới. Do vậy khi nói về mại dâm, người ta thường chỉ liên tưởng tới gái bán dâm mà bỏ qua bộ phận nhỏ nam giới bán dâm.
Các quan niệm xã hội cho rằng đa số gái mại dâm đi bán dâm là do thu nhập cao và yêu cầu ít lao động, số còn lại là do nguyên nhân khác như hoàn cảnh gia đình khó khăn hoặc bị lừa đảo, lôi kéo, các hoạt động buôn người hoặc nghiện ma túy, nghiện tình dục,... Tại Việt Nam, theo công bố của Bộ Lao động, Thương binh và Xã hội Việt Nam năm 2012, trên 53% gái bán dâm tại 3 thành phố lớn Hà Nội, Hải Phòng và TP Hồ Chí Minh cho biết nguyên nhân chủ yếu khiến họ bán dâm là do thu nhập cao và 25% số người hoạt động mại dâm tự tìm tới công việc này, có cả những cô gái nhà khá giả nhưng bị cha mẹ quản lý tiền chặt chẽ, muốn có tiền ăn chơi nên tự đi bán dâm. Cũng theo thống kê năm 2012, sau khi thực hiện khảo sát tại 3 thành phố trên, hoàn cảnh gia đình của gái mại dâm phần lớn ở mức trung bình, với 42,4% có gia cảnh nghèo, 55,2% có gia cảnh trung bình và 2,4% có gia đình khá giả. Một số diễn viên, người mẫu, ca sĩ... có thu nhập cao nhưng vẫn đi bán dâm để kiếm tiền thật nhanh, một số còn kiêm luôn vai trò "tú bà", chăn dắt và môi giới mại dâm...
Về luật pháp, đa số các quốc gia nghiêm cấm hành vi mại dâm. Một số nước chấp nhận hành vi mại dâm nhưng phải nằm dưới sự kiểm soát của nhà nước, tuy nhiên việc thực hiện quản lý Nhà nước thường không đạt hiệu quả, mại dâm chủ yếu vẫn nằm dưới sự khống chế của xã hội đen và tiếp tục là vấn nạn gây nhức nhối tại các nước này. Một số nước sau một thời gian hợp pháp hóa mại dâm càng khiến tệ nạn này lan tràn thêm, lại phải quay về biện pháp cấm hoàn toàn mại dâm (như Thụy Điển, Na Uy và Hàn Quốc).

## Tên gọi
Do sự đa dạng về hình thức hoạt động nên đã xuất hiện những tên gọi khác nhau để chỉ đến gái mại dâm. Trong tiếng Việt có nhiều tên gọi khác nhau để nói về đối tượng này như: gái, gái ăn sương, gái ngành, gái làng chơi, gái bán hoa, đĩ, gái bán dâm, gái lầu xanh, gái điếm, gái giang hồ, gái bao, gái gọi, cave (được Việt hóa từ tiếng Pháp cavalière, nghĩa là "bạn nhảy nữ" hay "gái nhảy"), gái làm tiền, hàng, phò, phạch, bớp, gà lạc, em út...
Một số từ điển dùng cụm từ gái mãi dâm thay cho gái mại dâm, tuy nhiên nếu cho rằng cụm từ mãi, mại có nguồn gốc từ chữ Hán thì mãi là mua, mại là bán (thương mại là buôn bán chẳng hạn) thì dùng cụm từ gái mại dâm chính xác hơn. Đặc biệt, trong tiếng Việt có một từ khá đặc biệt là kỹ nữ, từ này có thể dùng để chỉ gái bán dâm, nhưng cũng có thể dùng để chỉ những phụ nữ "bán nghệ không bán sắc" (tức là phụ nữ mua vui cho đàn ông bằng nghệ thuật chứ không bán dâm, tương tự như geisha ở Nhật Bản).

### Từ lóng
Vào đầu thế kỷ 20 ở Việt Nam, ngành hát cô đầu, tức hát ả đào, có khi được dùng trá hình làm nơi bán dâm. Những ca nhi loại này được gọi là cô đào rượu để phân biệt với cô đào hát là những ca nhi không bán dâm.
Một số gái mại dâm để lại số điện thoại tại các nhà hàng, quán cà phê, quán ăn, spa, khách sạn,... hoặc chủ chứa, môi giới... Khi khách làng chơi có nhu cầu thì sẽ gọi điện cho họ đến phục vụ. "Gái gọi" ra đời từ đó.
Khi phụ nữ đi "bán thân" thì có nghĩa họ bị coi như hàng hóa và vì thế gái mại dâm còn được gọi khinh miệt (nhưng cũng đúng với bản chất hành vi của họ) là "hàng".
Ở những địa phương khác nhau có thể có những cách gọi khác nhau để nói về gái mại dâm. Ở Quảng Bình chẳng hạn, người ta gọi gái mại dâm là "gà" hay "gà công nghiệp" (ví dụ, hắn bị nhiễm HIV do thường xuyên đi "đá gà"). Những gái đứng đường ăn sương vào ban đêm được gọi là "bò lạc". Những gái mại dâm hoạt động ở những bãi biển được gọi là "ghẹ" ("ghẹ 2 chân"). Do gái mại dâm chủ yếu hoạt động vào ban đêm, họ còn được gọi là "bướm đêm".

### Mánh lới
Không chỉ bán dâm, gái làng chơi còn có những mánh khóe đánh vào tâm lý khách mua dâm để bòn rút, làm sao cho khách làng chơi mê mẩn mà đổ hết tiền bạc vào trò chơi hương phấn. Theo truyện Kim Vân Kiều của Thanh Tâm Tài Nhân (Trung Quốc) thì gái bán dâm có những mánh lới là:
- Khấp: tức là khóc, giả bộ thương yêu, quyến luyến khách không muốn rời. Phải khóc lóc như thật để chứng tỏ mình thành tâm, thành ý. Tốt nhất là dùng nước gừng sống tẩm vào khăn tay để lau mắt thì nước mắt sẽ không khô mà còn tuôn ra như suối. Khi khóc thì phải kết hợp với kể lể "hoàn cảnh đau khổ" của mình (không có thì bịa ra, nếu có hoàn cảnh thật thì cũng phải cường điệu lên) để khách thấy thương mà chi thêm tiền.
- Tiện: cắt của mình một ít tóc và của khách một ít, trộn chung lại rồi chia hai; mỗi người buộc vào cánh tay để tỏ ý muốn kết tóc se tơ, khách sẽ tưởng là chân thành mà không nỡ bỏ.
- Thích: dùng mực xạ xăm tên người khách vào bắp tay hoặc bắp đùi mình để khách trông thấy cho là mình chung tình.
- Thiêu: đốt hương giả bộ thề nguyền rồi chích vào tay mình và tay khách để tỏ dạ chung tình.
- Giá: hứa lấy khách làm chồng, giả đò thề hẹn, bàn cách lấy nhau. Sau khi điều tra biết khách là kẻ giàu có thì thủ thỉ, rủ rê, bàn chuyện cưới nhau. Tất nhiên khách muốn cưới thì phải bỏ ra một số tiền lớn để chuộc mình ra.
- Tử: đòi chết để tỏ ra chung tình với khách. Tất nhiên là giả vờ chứ không phải chết thật. Thề thốt cho họ tin là mình yêu họ, chỉ biết có họ thôi, nếu không tin thì đòi chết ngay tại chỗ, trước mắt cho chàng thấy. Nếu biết y có thê thiếp rồi, không thể lấy mình được thì càng làm già đến độ rủ y "cả hai cùng chết hơn là chẳng lấy được nhau!". Lúc đó, có tán gia bại sản, đem hết bạc tiền ra dâng cho mình, y cũng không tiếc.
- Tẩu: rủ khách cùng đi trốn; đó thực ra là một cách "tống cổ" khách êm thắm. Khi khách hết tiền, muốn chuộc không có tiền mà muốn chơi cũng không còn tiền đâu chơi tiếp thì chỉ còn cách tống khứ đi cho rảnh. Lúc ấy phải giả vờ rủ khách đi trốn, hẹn giờ hẹn chỗ nhưng không đến, đánh tiếng cho ma cô, giang hồ đi bắt kẻ bỏ trốn, thế tất khách phải sợ mà… trốn thật.

Đây là những mánh khóe có từ thời xưa, hiện nay những mánh này đổi khác và tinh vi hơn, nhưng mục tiêu thì vẫn vậy: cốt bòn rút được càng nhiều tiền càng tốt, cho tới khi khách cạn tiền mới thôi. Vì những mánh lới giả dối này nên dân gian đã có những câu như "Gái đĩ già mồm", "Không nghe cave kể chuyện, không nghe con nghiện trình bày".

### Ví von
- Những cô gái "buôn phấn bán son".
- Gái đĩ nói chuyện trinh tiết: chỉ những kẻ thiếu tư cách, vô đạo đức nhưng lại thích ra vẻ bằng cách nói về những điều cao đẹp.
- "Gái đĩ già mồm": hàm ý gái gọi thường lẻo mép để moi tiền khách, khi tức giận hoặc cãi nhau thì thường nói năng thô lỗ.
- "Làm đĩ bốn phương, lấy chồng tiến sĩ": ý nói rằng có những người dù làm đủ chuyện xấu xa nhưng đôi khi vẫn không ai biết, có thể gặp may để tự đắc với người khác.
- "Làm đĩ chín phương, chừa một phương lấy chồng": ý nói rằng dù có làm chuyện xấu xa gì thì cũng nên lo nghĩ về tương lai của mình, chừa lại một con đường thoát.
- "Làm đĩ không đủ tiền phấn sáp": ý nói gái mại dâm tiêu xài phung phí, kiếm được bao nhiêu tiền cũng không đủ trang trải cho việc tiêu xài.
- Không nghe cave kể chuyện, không nghe con nghiện trình bày: ví von 2 đối tượng này thường dối trá về hoàn cảnh để ngụy biện cho sự sa ngã của mình hoặc lợi dụng lòng cảm thương để moi tiền, người nghe không nên tin.
- Dạy đĩ vén váy: ý nói trường hợp dạy bảo hay khuyên nhủ một việc gì đó với một người đã thành thạo việc đó rồi.

## Nguyên nhân
Gái mại dâm tồn tại trong xã hội vì nhiều lý do: một số bị bọn buôn người lừa gạt ép buộc vào nhà chứa, một số do hoàn cảnh kinh tế phải hành nghề mại dâm để tồn tại, số khác tự nguyện làm mại dâm vì muốn hưởng thụ, kiếm tiền nhanh, không phải lao động nặng nhọc mà có thu nhập cao.
Tại Việt Nam, theo khảo sát của Bộ Lao động, Thương binh và Xã hội Việt Nam, có tới 53% số người hành nghề mại dâm là tự nguyện do muốn có thu nhập cao mà không phải làm việc vất vả, hoặc do cần tiền hút ma túy (51% gái mại dâm được khảo sát nghiện ma túy), trong đó có cả những cô gái nhà khá giả nhưng bị cha mẹ quản lý tiền chặt chẽ, muốn có tiền ăn chơi đua đòi nên tự bước vào nghề mại dâm. 57,6% có gia cảnh trung bình hoặc khá giả chứ không hề nghèo. 27,6% đi bán dâm là do nghe bạn bè rủ rê, 63,9% cho biết bị lôi kéo bởi chính những gái mại dâm khác, chỉ có 6% là do bị lừa hoặc cưỡng bức. Một số gái mại dâm còn là người mẫu, diễn viên, hoa hậu... có thu nhập cao, nhưng vì muốn ăn chơi xa hoa mà đi bán dâm. Như người mẫu bán dâm Hồng Hà nói: "Em định làm một thời gian khi nào mua được nhà lầu, xe ôtô thì sẽ dừng lại". Tuy nhiên, ở Việt Nam cũng có nhiều tình trạng hiếp dâm, buôn người, ép buộc bán dâm. mà thiếu số liệu thống kê minh bạch. 
Theo quy luật có "cầu" thì có "cung", một trong những nguyên nhân xuất phát từ nhu cầu thỏa mãn tình dục của một số đàn ông có tiền nhưng thiếu đạo đức lại "ham của lạ", muốn tìm "cảm giác mới", nên gái mại dâm có điều kiện tồn tại và phát triển. Cùng sự phát triển của các ngành giải trí khác và du lịch, mại dâm cũng lan tràn theo. Một minh họa điển hình cho quy luật "cung" - "cầu" về mại dâm là hiện tượng tại các vòng chung kết World Cup, Euro gần đây, gái mại dâm đổ về nước đăng cai để đón một lượng khách là nam giới - các cổ động viên và khán giả chủ yếu của môn bóng đá - vì lượng "cầu" tại nơi này tăng đột biến, sẽ thu được nhiều khách hơn.
Một tuyên truyền viên chống HIV cho biết: "Tôi đã tiếp xúc với rất nhiều gái mại dâm, số cô mà tôi đã gặp, đã trò chuyện, chắc phải đến đôi trăm. Trong số đó, có lẽ chỉ 1/10 là hoàn cảnh thực sự quá khó khăn, buộc phải làm gái. Còn lại, đa số là lười lao động, thích chưng diện, thích ăn sung mặc sướng... Với những người đó, tôi không thể thông cảm hay xót xa được..."  Có gái mại dâm mới 16 tuổi khi bị bắt đã trả lời rằng: "Ở nhà mỗi lần xin 5-10 ngàn đi chơi game mà ông bà già cứ cằn nhằn nên em mới đi làm kiếm tiền chơi, khỏi bị cằn nhằn nhức đầu" !

## Luật pháp

Hợp pháp
Phi hình sự - không có chế tài cho hoạt động mại dâm
Mại dâm là hợp pháp nhưng hoạt động tổ chức mại dâm, như nhà thổ, là bất hợp pháp
Bán dâm là hợp pháp nhưng mua dâm thì bất hợp pháp
Mọi hoạt động mại dâm đều bất hợp pháp
Tính hợp pháp tùy địa phương

Ở đa số các nước (khoảng 160/207 nước), mại dâm bị nghiêm cấm. Ở một số ít nước như Hà Lan, Đức, Áo, Peru, Colombia, Bangladesh, việc mua bán dâm được pháp luật thừa nhận, vì vậy gái mại dâm và hoạt động mua bán dâm tồn tại một cách công khai nhưng phải ở những địa điểm quy định và không được tiến hành các hoạt động quảng bá công khai. Ở một số nước khác như Bỉ, Pháp, Tây Ban Nha, việc mua bán dâm không có bộ luật nghiêm cấm nhưng có những bộ luật khác để triệt tiêu điều kiện hoạt động của mại dâm (như nhà chứa, môi giới, quảng cáo...), nên về cơ bản mại dâm vẫn là bất hợp pháp.
Nhưng dù sao, mại dâm vẫn là một loại tệ nạn xã hội và chính phủ các nước này vẫn tìm cách ngăn chặn. Ví dụ như tại Pháp, chính phủ vẫn đề ra những biện pháp ngăn chặn nạn mại dâm (bán dâm) bằng cách phạt tiền và phạt tù những người mua dâm (mãi dâm). Theo quy định của Pháp, Những người mua dâm sẽ phải chịu án phạt 6 tháng tù giam và phạt tiền 3.000 Euro (tương đương 2.580 bảng Anh hoặc 4.000 Đô la Mỹ). Theo luật hiện hành của Pháp, hoạt động mại dâm sẽ bị truy tố khi gây rối trật tự công cộng hoặc trở thành có tổ chức (hoạt động kiểu nhà chứa). Người môi giới mại dâm có thể bị phạt tù 7 năm. Nghị sĩ Guy Geoffroy nói rằng, cứ 10 gái bán dâm thì có chín người là nạn nhân của bọn buôn người, nên mại dâm sẽ được xem xét dưới góc độ bạo lực chống lại phụ nữ.
Năm 1999, chính quyền Thụy Điển đã đưa ra biện pháp mới để ngăn chặn mại dâm vốn là bất hợp pháp tại nước này. Đó là thay vì xử lý gái bán dâm thì chính phủ sẽ xử phạt nặng những hành vi mua dâm, qua đó từng bước xóa bỏ tệ nạn mại dâm đang lan tràn. Biện pháp này thu được hiệu quả tốt, và năm 2006, chính phủ Ireland và Phần Lan đã học theo mô hình này.
Tại Anh, hoạt động mại dâm về bản chất là bất hợp pháp, kể cả các hoạt động liên quan (như là gạ gẫm bán dâm).
Tại tất cả các bang ở Mỹ, mại dâm là hoạt động bất hợp pháp, trừ bang Nevada
Tại Hàn Quốc, mại dâm từng được các chính phủ quân phiệt thân Mỹ cho tồn tại hợp pháp để phục vụ cho quân đội Hoa Kỳ đồn trú ở đây. Sau khi chính phủ quân phiệt sụp đổ, để chuẩn bị cho Olympic Seoul 1988 và giúp hình ảnh của Hàn Quốc khỏi bị hoen ố trên bình diện quốc tế, chính phủ mới của Hàn Quốc đã tuyên bố xóa sổ mại dâm. Mặc dù vậy, ngành này vẫn tồn tại ngấm ngầm cho tới bây giờ dưới nhiều hình thức khác nhau... Chính phủ Hàn Quốc đã đề ra những hình phạt nặng cho tội mua bán dâm, nhờ vậy tệ nạn mại dâm năm 2007 đã giảm gần một nửa so với 2002.
Thái Lan là một ví dụ khá đặc biệt, mại dâm bị cấm nhưng các nhà chứa vẫn hoạt động công khai dưới bảo kê của mafia và sự làm ngơ của chính quyền, đến nỗi nhiều người lầm tưởng mại dâm ở Thái Lan là hợp pháp. Nguyên nhân là năm 1967, Mỹ đã ký một hiệp định với Thái Lan để cung cấp mại dâm cho lính Mỹ. Bằng việc hy sinh thân xác và nhân phẩm của phụ nữ Thái Lan, một luồng tiền đã đổ vào nền kinh tế Thái. Liên tục từ năm 1962 tới 1976, gần 700.000 lính Mỹ được đưa tới các nhà thổ ở Thái Lan mỗi năm để giải tỏa căng thẳng của chiến tranh.
Kritaya Archavanitkul, nhà hoạt động vì quyền con người Thái Lan, nói:
"Đáng buồn mà nói rằng, cấu trúc xã hội Thái Lan có xu hướng chấp nhận mại dâm. Và có thể, chúng ta có những tổ chức Mafia tham gia vào các đảng phái chính trị, điều này sẽ giúp tệ nạn mại dâm bị lờ đi. Lý do thứ hai là yếu tố văn hóa, ở Thái Lan, hành vi mua dâm của người đàn ông Thái Lan được chấp nhận. Các chính khách, chủ yếu là nam giới, tất nhiên, họ không thấy mại dâm là một vấn đề. Họ biết có nhiều phụ nữ tham gia vào tệ nạn mại dâm ở Thái Lan. Họ biết rằng một số bị đối xử bạo lực và tàn bạo. Nhưng họ không nghĩ rằng đó là một hình ảnh khủng khiếp. Và, bởi vì lợi nhuận béo bở lôi cuốn nhiều người tham gia, vì vậy các chính khách đã nhắm mắt làm ngơ cho tệ nạn này".
Chuwit Kamolvisit, được coi là "ông trùm của mại dâm" ở Thái Lan, nói rằng ông đã hối lộ khoảng 1,5 triệu bảng Anh (khoảng 3 triệu đôla) trong suốt 10 năm cho các chính khách và cảnh sát để họ làm ngơ cho việc kinh doanh tình dục của mình. Theo UNODC, Thái Lan là một điểm đến hàng đầu cho các nạn nhân của tệ nạn buôn người làm nô lệ tình dục. Năm 2006, một nô lệ như vậy đã trốn thoát sau khi bị buộc phải giết hại chủ chứa, và đã đứng ra tố cáo một đường dây mại dâm do Mafia Nhật (Yakuza) kiểm soát.
Tại Úc, tình hình buôn người và tội phạm có tổ chức đã trở nên tồi tệ hơn khi mại dâm được hợp pháp hóa. Bà Sheila Jeffeys, giáo sư về Chính trị Giới tính - Bộ môn Khoa học Xã hội và Chính trị của trường Đại học Melbourne, gọi tình hình đang diễn ra ở đây là "cuộc thử nghiệm thất bại của việc hợp pháp hóa mại dâm". Bà nói:
"Sự thật là những phụ nữ trong các nhà chứa hợp pháp có thể sẽ không được cảnh sát bảo vệ, ở một vài nơi còn không có cả camera quay lại những gì diễn ra bên trong những nơi này. Tại một số ít những nhà chứa hợp pháp, chính quyền các bang đưa ra các luật sức khỏe và an toàn lao động cho gái bán dâm. Tuy nhiên nếu nhìn vào họ sẽ thấy ngay sự nguy hiểm cực độ của ngành công nghiệp tình dục đối với gái bán dâm... Chúng ta nên nhớ rằng lực lượng cơ bản của ngành công nghiệp này là những phụ nữ và em gái dễ bị tổn hại, những người bị hành hạ một cách đồi bại để tạo ra lợi nhuận."
"Trên thực tế thì tại châu Á và toàn thế giới, căn bản của những gì xảy ra trong mại dâm là bạo hành và vô nhân đạo... Trong thuật ngữ của Liên Hợp Quốc, đây là một hoạt động xã hội nguy hiểm và những hành động như vậy được đánh giá là có hại cho sức khỏe đối với phụ nữ và các em gái. Nó được tạo ra từ việc hạ thấp vai trò của phụ nữ, coi sự tồn tại của phụ nữ là để phục vụ cho lợi ích của đàn ông. Do vậy mại dâm cũng như những hành động văn hóa độc hại khác như bạo lực đối với phụ nữ, làm tổn thương phụ nữ là những điều cần phải xóa bỏ hoàn toàn. Hợp pháp hóa rõ ràng rằng không có tác dụng bảo vệ phụ nữ".
Tiến sĩ Janice G. Raymond, thuộc Ủy ban phòng chống buôn bán phụ nữ quốc tế (CATW), thông qua số liệu thực tế tại các nước đã hợp pháp hóa mại dâm, đã liệt kê 10 thất bại và tác hại của biện pháp này, đặc biệt với gái bán dâm:
- Thúc đẩy buôn bán phụ nữ làm nô lệ tình dục.
- Các chính phủ thực tế đã không kiểm soát nổi ngành công nghiệp tình dục dù đã hợp pháp hóa mà chỉ khiến nó lan tràn thêm.
- Làm gia tăng "mại dâm chui" bất hợp pháp và bạo lực đường phố.
- Làm gia tăng nạn mại dâm trẻ em.
- Không giúp bảo vệ gái mại dâm, họ vẫn bị đối xử tàn nhẫn.
- Làm tăng nhu cầu mại dâm. Không bị pháp luật chế áp khiến cho đàn ông có cơ hội và động cơ để tiến hành mua bán dâm trong một phạm vi rộng lớn hơn nhiều, làm kỉ cương xã hội rối loạn.
- Không giúp bảo vệ sức khỏe của phụ nữ.
- Không tăng cường sự lựa chọn nghề nghiệp của phụ nữ, mà còn khiến nhiều người bị lũ tội phạm (thậm chí gia đình mình) đẩy vào con đường này.
- Phụ nữ trong hệ thống mại dâm đa phần không muốn hợp pháp hóa ngành công nghiệp tình dục. Họ cảm thấy tủi hổ, bị xa lánh khi tên tuổi mình được thông báo công khai. Họ đều xem đó là một con đường nhục nhã, đã tước đoạt sức khỏe, danh dự và cuộc đời họ, và không muốn con em mình lại sa vào con đường này.

Cuối cùng bà kết luận: "Hợp pháp hóa mại dâm chỉ làm trầm trọng thêm những vấn nạn của nó. Đó chỉ là sự thoái thác trách nhiệm của chính phủ trước những vấn nạn mà mại dâm gây ra cho con người và xã hội".
Còn ở đa số các nước, mại dâm bị nghiêm cấm. Tuy nhiên do sự quản lý của nhà nước chưa đủ mạnh, quy định của pháp luật chưa được thực thi một cách hiệu quả, trình độ văn hóa thấp và sự tha hóa đạo đức của một bộ phận dân cư, và các nguyên nhân khách quan khác dẫn đến hiện tượng mại dâm và gái mại dâm vẫn ngầm tồn tại với nhiều biến tướng.

## Đối tượng

### Phân loại
Đối tượng hành nghề mại dâm đủ các độ tuổi và nghề nghiệp khác nhau. Tại đa số các nước, tệ nạn mại dâm không được pháp luật và đạo đức thừa nhận. Vì thế, gái mại dâm thường hoạt động lén lút. Có các loại gái mại dâm công khai và loại hình khác, núp bóng dưới các "vỏ bọc" khác nhau:
- Loại hình trực tiếp, công khai đứng đường bắt khách. Không chỉ có các cô gái trẻ tuổi mà đôi khi còn có cả các cụ già 70 tuổi,[30] 80 tuổi. Loại hình này rõ rệt nhất và lộ liễu nhất nên thường được gọi bằng những từ trực tiếp chỉ như gái giang hồ, gái đứng đường, đĩ, điếm, gái làm tiền. Họ bán dâm tại các nhà chứa chuyên nghiệp hoặc ngay tại nhà. Có những gia đình truyền từ thế hệ này sang thế hệ khác bán dâm vì không muốn lao động, trong nhà đàn ông làm bảo kê đàn bà làm gái mại dâm, thậm chí có gia đình cho con gái đi bán dâm khi đang ở độ tuổi vị thành niên.[31][32]
- Loại hình hoạt động cố định, thường thì có nơi, có chỗ nhất định, chủ yếu trong các hoạt động dịch vụ như: nhân danh người lao động thuộc các ngành nghề hợp pháp, như nhân viên "cắt tóc thư giãn", "gội đầu máy lạnh", nhân viên massage, tiếp viên nhà hàng, quán bar, khách sạn, nhà nghỉ, quán karaoke, sàn nhảy...[33] Loại hình này thuộc diện bán công khai, có khách đề nghị nhu cầu mới làm hoặc chủ động gợi ý cho khách. Trong số này có những em bé tuổi vị thành niên (thường do bị lừa bán vào các nhà chứa rồi ép tiếp khách). Loại này thường được gọi là "gái nhà thổ" hay "gái nhà chứa" (xưa là "gái lầu xanh" hay "kĩ nữ"), gái nhảy/cave, "gái gọi" (được "điều" từ nơi khác về khi thiếu), "hàng"...
- Loại hoạt động lưu động và có vỏ bọc, ít lộ liễu, có thể hoạt động dưới các mối quan hệ như bồ nhí, vợ hờ, vợ lẽ để moi tiền của những ông đã có vợ nhưng vẫn ham "gặm cỏ non". Loại này thường được gọi là "gái bao". Đối tượng sống "bao" có nhiều loại.
  - Các nữ sinh viên chán học hành, nhân viên văn phòng mê tiền của những người đàn ông giàu có, cấp trên có quyền chức và thích "của lạ". Một số sinh viên bán dâm để kiếm tiền trả tiền học, số khác để có tiền ăn chơi đua đòi.
  - Theo kiểu quan hệ "kiều nữ và đại gia", thường là "gái mại dâm cao cấp" như mà bề ngoài họ nhân danh là những nữ ca sĩ, diễn viên, người mẫu, thư ký... với những người đàn ông giàu có, có chức, có quyền trong xã hội.[34]

### Ở các nước
Gái mại dâm ở các nước châu Âu hiện nay đa số là người nước ngoài. Trong số 25.000 đến 30.000 gái mại dâm ở Hà Lan có đến 15.000 là người nước ngoài. Phần lớn gái mại dâm Tây Âu đến từ Trung và Đông Âu (Moldavia, Ukraine, Bulgaria, Ba Lan, Romania, Nga) và châu Phi (phân nửa là người Nigeria), và là nạn nhân của bọn buôn người.
Riêng tại Hàn Quốc, hầu hết những khu đèn đỏ đều từ chối phục vụ khách nước ngoài, đặc biệt là khách phương Tây. Trừ ngoại lệ đối với những người nước ngoài nói giỏi tiếng Hàn, những cô gái bán dâm ở Hàn Quốc tiếp đón khách phụ thuộc vào quốc tịch của họ.
Về mặt pháp luật, chỉ có loại 1 và loại 2 bị coi là hoạt động "bất hợp pháp" và bị xử lý khi bị "bắt quả tang" hành nghề. Đối tượng loại 3 thường chỉ bị lên án về đạo đức vì bề ngoài họ là những người hành nghề hợp pháp và chỉ quan hệ với một hoặc một số ít người đàn ông trong một thời gian khá dài. Nơi sinh sống và làm việc của họ cũng như những người lương thiện khác chứ không thuộc diện nhạy cảm như nhà nghỉ, quán gội đầu, massage... Đôi khi, những đối tượng loại 3 phải tìm tới nơi hành nghề như đối tượng loại 2, lộ diện là những gái gọi đi khách, điển hình ở Việt Nam là các diễn viên, người mẫu, ca sĩ Yến Vy, Kim Tính, Hồng Hà, Võ Thị Mỹ Xuân,.... Một số còn kiêm luôn vai trò "tú bà", chăn dắt và môi giới mại dâm...
Theo số liệu của Cục Phòng chống tệ nạn xã hội Việt Nam, có ít nhất 30% đến 40% số gái bán dâm trên toàn thế giới nhiễm HIV/AIDS và tỷ lệ gái mại dâm nhiễm HIV cao thứ 3 trong các nhóm đối tượng chỉ sau tiêm chích ma túy và nhóm nam có quan hệ tình dục đồng giới.
Đánh giá tại Hội nghị tổng kết phòng, chống mại dâm giai đoạn 2006 - 2010 của Việt Nam cho thấy: hiện trên cả nước ước tính có gần 31.000 người bán dâm; gái bán dâm ngày càng trẻ hóa, từ 16 - 18 tuổi chiếm 15,3%, từ 25 - 35 tuổi chiếm 35% và đông nhất là lứa tuổi rất trẻ: từ 18 - 25 tuổi chiếm 42%. Đầu năm 2012, Cục Phòng chống tệ nạn xã hội, Bộ LĐ-TB&XH đưa ra thống kê: Cả nước hiện có trên 73.000 cơ sở kinh doanh dịch vụ "nhạy cảm" với trên 48.000 nữ nhân viên phục vụ, trong đó có 2.788 cơ sở và 3.212 nữ nhân viên nghi hoạt động mại dâm.
Kết quả nghiên cứu năm 2001 ở Việt Nam cho biết tần suất quan hệ tình dục của gái mại dâm là 60 lần mỗi tháng, trong đó 51% gái mại dâm có liên quan tới ma túy và 27% nhiễm HIV.
Khảo sát của Bộ Lao động, Thương binh và Xã hội Việt Nam cho biết, vào thời điểm đầu năm 2012, thu nhập trung bình của gái mại dâm đạt 10,6 triệu đồng/tháng, chưa kể các khoản phụ khác, cao gấp 2,5 lần thu nhập trung bình của nhóm 20% người có thu nhập cao ở Việt Nam. Trung bình một ngày gái mại dâm làm việc 6 giờ, một tháng làm việc khoảng 19 ngày. Trình độ của gái mại dâm tại Việt Nam hiện nay đã cao hơn trước, nếu trước đây nhiều người thất học thì hiện nay gần 50% có trình độ trung học cơ sở (cấp 2) trở lên.
Trên 53% gái bán dâm thú nhận nguyên nhân chủ yếu khiến họ bán dâm là do thu nhập cao, trong khi bản thân họ lười lao động lại thích hưởng thụ, trong đó có cả những cô gái nhà khá giả nhưng bị cha mẹ quản lý tiền chặt chẽ, muốn có tiền ăn chơi nên tự bước vào mại dâm. Một bộ phận khác bán dâm chỉ để có tiền thỏa mãn cơn nghiện ma túy. Hơn một nửa ý thức được tác hại của mại dâm, nhưng vẫn có 34,9% muốn tiếp tục bán dâm trong khoảng 3 năm tới vì muốn duy trì khoản thu nhập cao này trong khi bản thân đã quen tiêu xài phung phí. Tuy vậy, phần lớn thu nhập kiếm được lại được ném vào nghiện ngập, hút chích, vũ trường nên "tiền vào thì nhanh mà ra cũng nhanh".

### Hoàn lương
Những phụ nữ bán dâm, khi từ bỏ con đường này làm những nghề hợp pháp, được xã hội chấp nhận thì gọi là "hoàn lương". Vương Thúy Kiều trong 'truyện Kiều' đã 2 lần hoàn lương từ lầu xanh khi lấy Thúc Sinh và Từ Hải. Nhiều gái mại dâm sau khi vào trại cải tạo được học nghề và lao động chân chính để kiếm sống, có người hoàn lương và lập gia đình. Trong dân gian Việt Nam có câu: "Lấy đĩ làm vợ chứ không lấy vợ làm đĩ" tỏ sự cảm thông nếu gái mại dâm thực sự muốn trở về với cộng đồng trong cuộc sống lương thiện, từ bỏ được con đường ô nhục và sống tốt.
Tại Việt Nam có các Trung tâm phục hồi nhân phẩm, gái mại dâm nếu bị bắt sẽ được đưa vào đó giáo dục, dạy nghề để sau này có nghề nghiệp mưu sinh, không phải quay lại con đường cũ. Có gái mại dâm tâm sự: "Bao nhiêu tiền kiếm được, em lại ném vào nghiện ngập, hút chích. Bây giờ bị bắt đưa vào đây rồi, được quản lý trại tạo công ăn việc làm, em mới thấm thía giá trị của đồng tiền kiếm được bằng nghề lương thiện".

### Tuổi đời
Vì mại dâm phụ thuộc vào nhan sắc để hấp dẫn khách, những gái mại dâm khi luống tuổi và không hoàn lương phần lớn gặp bi kịch. Một số trở thành chủ chứa, tức Tú Bà, còn phần lớn gái bán hoa già đều chịu đựng nỗi đau đớn khi bị những người thân, gia đình, con cái và bạn bè ruồng rẫy.
Tại Mexico, người ta đã xây dựng những ngôi nhà từ thiện làm nơi cư trú cho các gái mại dâm cao tuổi không nơi nương tựa từ năm 2006.

## Đối tượng liên quan
- Đối tác: là các khách mua dâm (mại dâm). Đi mua dâm còn được gọi là "đi chơi gái". Tại những nước đạo Hồi như Senegal, vào dịp lễ Ramadan người ta phải ăn chay và kiêng cữ chuyện quan hệ tình dục, do đó cũng ngừng luôn việc mua dâm và gái mại dâm kiếm tiền thời gian này cũng rất khó khăn.
- Cộng tác: Gái mại dâm có thể hành nghề độc lập. Trong trường hợp này không cần những người "cộng tác", họ bắt khách và hành nghề tại nhà. Nhưng trong nhiều trường hợp, gái mại dâm hoạt động trong một đường dây gồm nhiều đối tượng khác, đó là:
  - Chủ chứa: là chủ các nhà hàng, khách sạn, nhà nghỉ... Nữ thì gọi là "Tú Bà" (gọi theo nhân vật Tú Bà trong truyện Kiều) hay "má mì", nam gọi là Tú Ông (dẫn xuất từ Tú Bà). Các chủ chứa thường bắt các gái mại dâm nộp lại một khoản thu nhập có được, theo một tỉ lệ "ăn chia". Một báo cáo của Liên Hợp Quốc thời điểm 2005 cho biết doanh số từ mại dâm trên thế giới là 7 tỉ USD/năm.[35] Có trường hợp "Tú Bà" ở độ tuổi vị thành niên, thậm chí chỉ 13 tuổi.[43]
  - Kẻ dắt gái, gọi theo tiếng Pháp là macô. Đây là những người làm môi giới, đưa đón gái mại dâm cho khách theo yêu cầu, và có vai trò bảo vệ gái mại dâm khi bị khách quỵt tiền. Theo báo cáo của Liên Hợp Quốc, một người làm nghề dắt gái ở châu Âu bỏ túi 110.000 euro/năm đối với một gái mại dâm.[35]

## Trong nghệ thuật
Tuy mại dâm bị kỳ thị ngoài xã hội, nhưng kết cục bi đát của những phụ nữ mại dâm (bị xa lánh, chết mà không có chồng con, không người thân thích) vẫn được sự xót xa từ một số người, điển hình là câu thơ mà Nguyễn Du viết trong Truyện Kiều:
| “                        | Sống làm vợ khắp người ta Hại thay thác xuống làm ma không chồng. | ” |
| — Truyện Kiều, Nguyễn Du |                                                                   |   |

### Văn chương
Gái mại dâm là chủ đề của nhiều tác phẩm văn học, nhất là các chủ đề bi kịch hoặc châm biếm (như Marguerite trong Trà hoa nữ đã gây nên niềm cảm thương cho nhiều thế hệ độc giả), hay như Làm đĩ của Vũ Trọng Phụng được viết với lời kể của một cô gái nói về con đường dẫn đến mại dâm của mình. Bên cạnh đó cũng có một số tác phẩm viết vì hứng thú, như 120 days of Sodom của Hầu tước Sade, một tác phẩm về vụ bạo dâm với kỹ nữ bị Raymond Josue Seckel nhận xét là "đáng kinh tởm"; "Xin lỗi em chỉ là con đĩ" viết về Hạ Âu - một cô gái điếm với tấm lòng bao dung, cao cả, sẵn sàng hy sinh vì người mình yêu.

### Thơ
Gái mại dâm là một nguồn cảm hứng đối với các nhà thơ. Một số thi sĩ viết về những cô kỹ nữ và những mối tình một cách đầy say đắm, không e ngại và lắm khi tả cảm giác thất tình với kỹ nữ. Thi hào Nguyễn Du trong bài "Văn tế thập loại chúng sinh" tỏ lời thương hại cho những người đàn bà vướng vào cái nghiệp oan trái:
Cũng có kẻ lỡ làng một kiếp
Liều tuổi xanh buôn nguyệt bán hoa
Ngẩn ngơ khi trở về già
Ai chồng con tá biết là cậy ai?
Sống đã chịu một đời phiền não
Thác lại nhờ hớp cháo lá đa
Đau đớn thay phận đàn bà,
Kiếp sinh ra thế biết là tại đâu?
Ngược lại, nhà thơ Pháp Charles Baudelaire làm nhiều bài thơ về gái điếm, nhưng ông ít khi tỏ ý thương xót và coi đó là cái giá mà họ phải trả khi đưa mình vào chốn ô nhục.
Thi sĩ Đỗ Mục đời nhà Đường, Trung Quốc nổi tiếng ăn chơi một thời, thường hay làm thơ nhắc đến kỹ nữ: "Thương nữ bất tri vong quốc hận, Cách giang do xướng Hậu đình hoa" (Kỹ nữ đâu biết hận vì mất nước, bên sông vẫn hát Hậu đình hoa), trong bài "Khiển hoài" của ông có gợi nên dư vị về những cuộc tình chóng vánh ở chốn lầu xanh:
Thập niên nhất giác Dương Châu mộng
Doanh đắc thanh lâu bạc hãnh danh.
Tạm dịch:
Mười năm sực tỉnh Dương Châu mộng
Luống hận lầu xanh phụ bạc hoài.
Một thi sĩ đời nhà Đường khác là Bạch Cư Dị có bài "Đại mại tân nữ tặng chư kỹ" (Thay lời chị bán củi tặng các kỹ nữ), nhìn nhận các kỹ nữ với thái độ khác - sự coi thường các cô gái kỹ nữ "ăn trắng mặc trơn" khi thấy hình ảnh họ đối lập với những phụ nữ lao động nặng nhọc, vất vả lam lũ:
Loạn bồng vi mấn, bố vi cân
Hiểu đạp hàn sơn tự phụ tân
Nhất chủng Tiền Đường giang bạn nữ
Trước hồng kỵ mã, thị hà nhân?
Tản Đà dịch:
Đầu bù khăn vải trùm tai
Trèo non gánh củi sương mai lạnh lùng
Tiền Đường cũng gái trên sông
Mà xem yên ngựa quần hồng là ai? 
Nhà thơ Xuân Diệu của Việt Nam cũng có bài thơ "Lời kỹ nữ" rất nổi tiếng, có những câu rất cảm động về tâm trạng người kỹ nữ:
Lòng kỹ nữ cũng sầu như biển lớn,
Chớ để riêng em phải gặp lòng em;
Em sợ lắm. Giá băng tràn mọi nẻo,
Trời đầy trăng, lạnh lẽo suốt xương da.
Người giai nhân: bến đợi dưới cây già;
Tình du khách: thuyền qua không buộc chặt.
Nguyễn Khuyến có bài "Đĩ cầu Nôm" để châm biếm như sau:
Thiên hạ bao giờ cho hết đĩ?
Trời sinh ra cũng để mà chơi!
Dễ mấy khi làm đĩ gặp thời,
Chơi thủng trống long dùi âu mới thích
Đĩ bao tử càng chơi càng lịch,
Tha hồ cho khúc khích chị em cười:
Người ba đấng, của ba loài,
Nếu những như ai thì đĩ mốc.
Đĩ mà có tàn, có tán, có hương án, có bàn độc
Khá khen thay làm đĩ có tông
Khắp giang hồ chẳng chốn nào không.
Suốt Nam Bắc Tây Đông đều biết tiếng.
Đĩ mười phương chơi cho đủ chín,
Còn một phương để nhịn lấy chồng.
Chém cha cái kiếp đào hồng,
Bạn với kẻ anh hùng cho đứng số.
Vợ bợm, chồng quan, danh phận đó,
Mai sau ngày giỗ có văn nôm.
Cha đời con đĩ cầu Nôm.
Tú Xương thì có bài hài hước "Tết tặng cô đầu":
Ngày xuân mừng quý khách
Khi vui, lọ đàn phách!
Chuyện nở như pháo rang
Chuyện dai như chão rách,
Đổ cả bốn chân giường
Xiêu cả một bức vách!

### Âm nhạc
- Tình kỹ nữ của Phạm Duy
- Đời gọi em biết bao lần của Trịnh Công Sơn
- Mèo hoang của Hàn Châu
- Hồng nhan của Tuấn Quang

### Nghệ thuật trình diễn
- Nghệ thuật Cải lương có vở Nửa đời hương phấn do Hà Triều - Hoa Phượng soạn dựa theo truyện Trà Hoa Nữ tức La Dame aux camélias của Alexandre Dumas con (1848).
- Pretty Woman, phim đoạt giải Oscar năm 1990 nói về một cô kỹ nữ do Julia Roberts thủ vai. Do gặp khách hàng là một người đàn ông tốt bụng, cô kỹ nữ đã đổi đời.
- Phim Quỳnh búp bê

## Những gái mại dâm nổi tiếng

### Trong văn học
- Thúy Kiều - trong Kim Vân Kiều truyện của Thanh Tâm Tài Nhân và Đoạn trường tân thanh của Nguyễn Du
- Marguerite - trong truyện Trà hoa nữ của Dumas con
- Tuyết - trong Đời mưa gió của Khái Hưng - Nhất Linh

### Trong phim ảnh
- Quỳnh (Phương Oanh) trong phim Quỳnh búp bê
- Ba Trang / Greta Trang (Kim Tuyến) trong phim Mộng phù hoa
- Vivian Ward (Julia Roberts) trong phim Người đàn bà đẹp

### Trongđời thực
- Ở Trung Quốc
  - Vương Thúy Kiều
  - Trần Viên Viên
  - Lý Sư Sư (李光明)
- Ở Pháp
  - Marie Duplessis- được Dumas con viết lại vào tác phẩm Trà hoa nữ với tên Marguerite
- Ở Việt Nam
  - Lâm Uyển Nhi (1975-2007), đoạt giải nhất cuộc thi Người đẹp các thành phố biển năm 1989 (tại Nha Trang).
  - Yến Vi